# Lepidisis
Lepidisis is een geslacht van neteldieren uit de klasse van de Anthozoa (bloemdieren).

## Soorten
- Lepidisis caryophyllia Verrill, 1883
- Lepidisis cyanae Grasshoff, 1986
- Lepidisis evalinae Bayer, 1989
- Lepidisis inermis Studer, 1894
- Lepidisis longiflora Verrill, 1883
- Lepidisis macrospiculata (Kükenthal, 1919)
- Lepidisis nuda (Wright & Studer, 1889)
- Lepidisis olapa Muzik, 1978
- Lepidisis rigida (Kükenthal, 1919)
- Lepidisis simplex (Verrill, 1883)
- Lepidisis solitaria Grant, 1976